# July (Band)
July war eine britische Popgruppe Ende der 1960er Jahre. Einige ihrer Aufnahmen tauchten im Laufe der Zeit auf verschiedenen Psychedelic-Rock-Samplern auf, vor allem die Titel My Clown, Dandelion Seeds und The Way.

## Geschichte
In den frühen 1960ern entstand im Londoner Stadtteil Ealing die Skiffle-Gruppe „The Playboys“. Der Name der Gruppe wechselte zu „The Thoughts“, dann zu „The Tomcats“; sie spielten jetzt Rhythm and Blues. 1966 hatten sie eine Reihe von Auftritten in Spanien.
Zurück in England gaben sie sich den Namen „July“. Die Band bestand zu dieser Zeit aus Tom Newman (Gesang), Tony Duhig (Gitarre), Jon Field (Flöte, Keyboard), Chris Jackson (Schlagzeug) und Alan James (Bass). Ihre Musik ging jetzt in Richtung Psychedelic Rock. Sie veröffentlichten ein Album und zwei Singles, bevor sie sich 1969 wieder auflösten.
Tom Newman wurde ein erfolgreicher Musikproduzent, unter anderem für Mike Oldfield. Tony Duhig spielte in der Band Jade Warrior. Alan James arbeitete unter anderem mit Cat Stevens und Kevin Coyne. Im Laufe der Zeit erschienen mehrere July-Kompilationen, teilweise mit zuvor unveröffentlichtem Material.

## Diskografie

### Alben
- 1968: July (Major Minor SMLP 29)
- 1987: Dandelion Seeds (Kompilation) (Bam Caruso KIRI 097)
- 1995: The Second of July (Kompilation) (Essex 1008)
- 2013: Resurrection

### Singles
- 1968: My Clown / Dandelion Seeds (Major Minor MM 568)
- 1968: Hello, Who's There? / The Way (Major Minor MM 580)